# Rita d'Arménie
Rita d'Arménie (10/11 janvier 1278 – juillet 1333) était une impératrice byzantine. Elle était la fille du roi Léon III de l'Arménie et de la reine Keran. Elle était l'épouse du co-empereur byzantin Michel IX Paléologue, ce qui faisait d'elle l'impératrice-consort junior de l'Empire Byzantin. En 1317, elle devient l'unique impératrice consort à la mort de l'impératrice aînée, Yolande de Montferrat. Elle était connue sous le nom de Maria à Constantinople.

## Mariage et enfants
Rita est mentionnée dans une chronique attribuée à Héthoum II d'Arménie qui est la collection nommée Recueil des Historiens des Croisades. Dans un passage mentionnant sa naissance, il est indiqué que Rita était la sœur jumelle de la princesse Théophane d'Arménie.
Les récits historiques écrits par Georges Pachymère indiquent que l'empereur Andronic II Paléologue entama des négociations avec le roi Léon III d'Arménie tout en cherchant une épouse potentielle pour son fils et co-dirigeant junior Michel IX Paléologue. Léon III lui offre la main de sa fille Rita. Le mariage a lieu le 16 janvier 1294. Rita est alors âgée de seize ans, son mari dix-sept ans.
Rita prend le nom de Maria à la cour Byzantine. Avec son mari, ils ont quatre enfants:
- Andronic III Paléologue (25 mars 1297 – 15 juin 1341).
- Manuel Palaiologos, despote (mort en 1319).
- Anna Palaiologina (mort en 1320), qui épousa Thomas Doukas puis Niccolo Orsini.
- Théodora Paléologue (morte après 1330), qui épousa Théodore Svetoslav de Bulgarie puis Mikhail III Chichman Asen.

## Impératrice
Rita exerce la fonction d'impératrice consort junior de 1294 à 1317, l'impératrice aînée étant Yolande de Montferrat, la deuxième femme d'Andronic II et belle-mère de Michel IX. À partir de 1303, Andronic II et Yolande tiennent des courts séparées, l'empereur senior résidant à Constantinople, tandis que l'Augusta demeure à Thessalonique. Rita devient l'unique impératrice à la mort de Yolande en 1317.
Elle reste l'unique impératrice pendant trois ans de 1317 à 1320. En 1319 cependant, un drame familial survint avec la mort tragique de leur second fils Manuel, tué par erreur par des hommes de leur fils aîné Andronic. Celui-ci avait une maîtresse mais il soupçonnait celle-ci d'infidélité. Il demanda alors à des serviteurs d'attendre à proximité de chez elle et d'attaquer quiconque essaierait d'entrer. Pendant la nuit, un homme s'approcha de la maison. Il s'agissait de son frère Manuel, mais les serviteurs ne parvinrent pas à le reconnaître. Manuel fut ainsi tué par les serviteurs de son frère aîné.
La mort de Manuel affecta profondément Michel IX. Sa santé déclina et il mourut le 12 octobre 1320, laissant veuve sa femme Rita. Ses deux morts successives furent à l'origine de tensions entre Andronic II et Andronic III. Une guerre civile débuta entre le grand-père et son petit-fils, qui allait perdurer jusqu'à la victoire du jeune homme en 1328. Dans le même temps, Rita se retira dans un monastère, où elle prit le nom de "Xene". Elle mourut cinq ans après la fin de la guerre.

## Source
- (en) Cet article est partiellement ou en totalité issu de l’article de Wikipédia en anglais intitulé « Rita of Armenia » (voir la liste des auteurs).